# چارلز آکرلی
چارلز ادوین «چارلی» آکرلی (انگلیسی: Charles Edwin "Charley" Ackerly؛ ۳ ژانویهٔ ۱۸۹۸ – ۱۶ اوت ۱۹۸۲) کشتی‌گیر اهل ایالات متحده آمریکا بود.

آکرلی فارغ‌التحصیل سال ۱۹۲۰ دانشگاه کرنل بود و در تیم کشتی آن دانشگاه تحت مربی‌گری والتر اوکانل به رقابت پرداخت.
او برای تیم ایالات متحده آمریکا در بازی‌های المپیک تابستانی ۱۹۲۰ در آنتورپ، بلژیک شرکت کرد، و موفق به کسب مدال طلا شد.